# Château de Matha
Le château de Matha est un monument historique de la commune de Matha, en Charente-Maritime.

## Historique
Le premier château de Matha remonte au IXe siècle quand Wulgrin, comte d'Angoulême, élève la première motte castrale vers 866.
Plus tard, Isabelle veuve de Jean sans Terre donne Matha à son fils Henri III d'Angleterre et le roi Saint Louis (Louis IX) reprend Matha.
En 1242 Saint Louis fait raser le château et sa grosse tour avant la bataille de Taillebourg.
Durant la Guerre de Cent Ans Matha est pris et repris par les Anglais, et à la fin reste à la famille Montberon.
Jacquette de Montberon apporte la seigneurie en dot à André de Bourdeilles en 1558, et les Bourdeilles la gardent jusqu'à la Révolution.
En 1621, la reine mère Anne d'Autriche y a résidé durant le siège de Saint-Jean-d'Angély.
Le château est inscrit au titre des monuments historiques depuis 1948, alors que les façades et toitures sont classées en 1952.

## Architecture

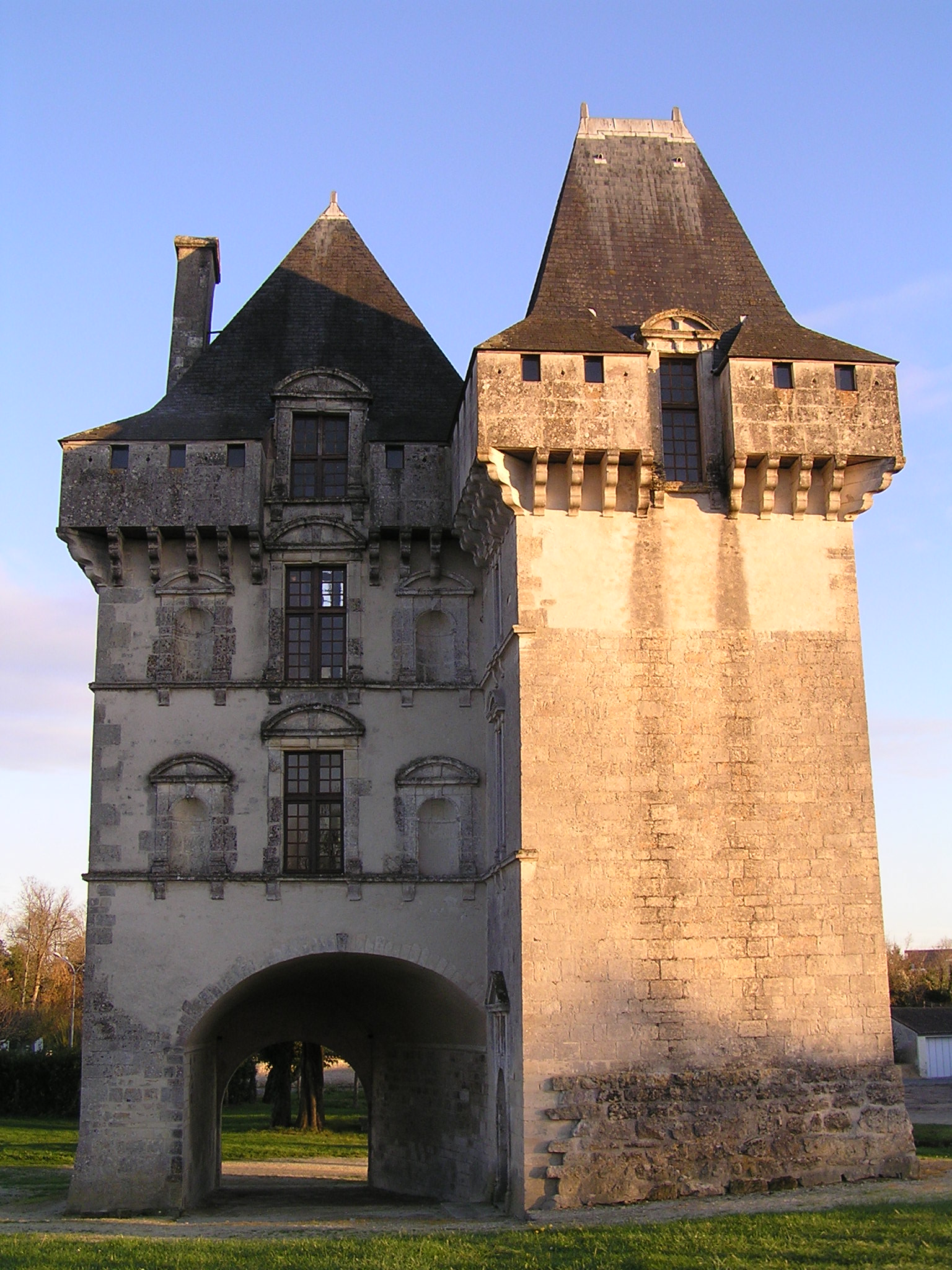
château de Matha

Actuellement, il ne reste, sur un tertre accessible au public, qu'un pavillon Renaissance construit sous la direction de Jacquette de Montbron entre 1582 et 1587.
La tour carrée à trois étages s'élève sur un porche.
Elle est flanquée d'une deuxième tour carrée de même hauteur, mais de moindres dimensions.
Les deux tours sont couronnées de créneaux et mâchicoulis et coiffées de hauts toits d'ardoises.
Les fenêtres et une porte sont ornées de frontons sculptés.

## Visites
Le château est accessible.